# Авај Лимузен
Авај Лимузен (фр. Availles-Limouzine) насеље је и општина у западној Француској у региону Поату-Шарант, у департману Вијена која припада префектури Монморијон.
По подацима из 2011. године у општини је живело 1.297 становника, а густина насељености је износила 22,4 становника/km². Општина се простире на површини од 57,9 km². Налази се на средњој надморској висини од 60 метара (максималној 224 m, а минималној 120 m).

## Демографија
| 1962. | 1968. | 1975. | 1982. | 1990. | 1999. | 2011. |
| ----- | ----- | ----- | ----- | ----- | ----- | ----- |
| 1.506 | 1.515 | 1.397 | 1.441 | 1.324 | 1.309 | 1.297 |

График промене броја становника у току последњих година